# اتحاد برلمانات الدول الأعضاء في منظمة التعاون الإسلامي
يتكون اتحاد برلمانات الدول الأعضاء في منظمة المؤتمر الإسلامي (PUOICM) من برلمانات الدول الأعضاء في منظمة التعاون الإسلامي (OIC). تأسس الاتحاد في إيران في 17 يونيو 1999، ويقع مقرها الرئيسي في طهران .

## الدول الأعضاء
| الدولة العضو             | سنة الانضمام |
| ------------------------ | ------------ |
| أفغانستان                | 2008         |
| ألبانيا                  | 1999         |
| الجزائر                  | 1999         |
| أذربيجان                 | 1999         |
| البحرين                  | 1999         |
| بنغلاديش                 | 1999         |
| بنين                     | 1999         |
| بوركينا فاسو             | 1999         |
| الكاميرون                | 1999         |
| تشاد                     | 1999         |
| جزر القمر                | 2013         |
| ساحل العاج               | 1999         |
| جيبوتي                   | 1999         |
| مصر                      | 1999         |
| الغابون                  | 1999         |
| غامبيا                   | 2009         |
| غينيا                    | 1999         |
| غينيا بيساو              | 1999         |
| غويانا                   | 1999         |
| إندونيسيا                | 1999         |
| إيران                    | 1999         |
| العراق                   | 1999         |
| الأردن                   | 1999         |
| كازاخستان                | 1999         |
| الكويت                   | 1999         |
| قرغيزستان                | 1999         |
| لبنان                    | 1999         |
| ليبيا                    | 1999         |
| ماليزيا                  | 1999         |
| جزر المالديف             | 2012         |
| مالي                     | 1999         |
| موريتانيا                | 1999         |
| المغرب                   | 1999         |
| موزمبيق                  | 1999         |
| النيجر                   | 1999         |
| نيجيريا                  | 2015         |
| سلطنة عمان               | 1999         |
| باكستان                  | 1999         |
| فلسطين                   | 1999         |
| قطر                      | 1999         |
| السعودية                 | 1999         |
| السنغال                  | 1999         |
| سيراليون                 | 1999         |
| الصومال                  | 2007         |
| السودان                  | 1999         |
| سوريا                    | 1999         |
| طاجيكستان                | 2006         |
| توغو                     | 1999         |
| تونس                     | 1999         |
| تركيا                    | 1999         |
| تركمانستان               | 1999         |
| أوغندا                   | 1999         |
| الإمارات العربية المتحدة | 1999         |
| اليمن                    | 1999         |

## الدول غير المشاركة
| دولة غير مشاركة |
| --------------- |
| بروناي          |
| سورينام         |
| أوزبكستان       |

## المراقبين
| الاتحاد البرلماني الدولي (IPU)                                                      |
| الاتحاد البرلماني العربي                                                            |
| الاتحاد البرلماني الأفريقي                                                          |
| الجمعية البرلمانية الآسيوية                                                         |
| المجلس الاستشاري لاتحاد المغرب العربي                                               |
| منظمة المؤتمر الإسلامي (OIC)                                                        |
| جامعة الدول العربية                                                                 |
| الاتحاد الافريقي                                                                    |
| اللجنة الدولية للصليب الأحمر                                                        |
| قبرص الشمالية (الدولة القبرصية التركية)                                             |
| الجمعية البرلمانية الدولية لكومنولث الدول المستقلة (IPA CIS)                        |
| الجمعية البرلمانية للبحر الأبيض المتوسط (PAM)                                       |
| منتدى شباب المؤتمر الإسلامي للحوار والتعاون (ICYF - DC)                             |
| مركز البحوث للتاريخ والفن والثقافة الإسلامية (IRCICA)                               |
| المنظمة الإسلامية للتربية والعلوم والثقافة (الإيسيسكو)                              |
| الجمعية البرلمانية للتعاون الاقتصادي للبحر الأسود (PABSEC)                          |
| الجمعية البرلمانية للبلدان الناطقة بالتركية (TURKPA)                                |
| مركز البحوث الإحصائية والاقتصادية والاجتماعية والتدريب للدول الإسلامية (مركز أنقرة) |
| الجمعية البرلمانية لاتحاد روسيا البيضاء وروسيا                                      |
| البرلمان العربي                                                                     |

## الأمين العام
كان أول أمين عام للبرلمان هو الدبلوماسي المصري السيد إبراهيم أحمد عوف، الذي عمل في الفترة من 1 مارس 2000 إلى 30 أبريل 2008. في 1 مايو 2008، تم تعيين أ.د. محمود إيرول كيليك من تركيا كأمين عام، خدم فترتين ابتداء من 1 مايو 2008 إلى 31 يوليو 2018. السيد الشيخ محمد خوريشي نياس من السنغال هو الأمين العام الحالي للاتحاد منذ 1 أغسطس 2018. وتم انتخابه في المؤتمر الثالث عشر للاتحاد في طهران.
اللجان المتخصصة الدائمة للاتحاد :
- لجنة العلاقات السياسية والخارجية ؛
- لجنة الشؤون الاقتصادية والبيئة ؛
- لجنة حقوق الإنسان والمرأة وشؤون الأسرة ؛
- لجنة الشؤون الثقافية والقانونية وحوار الحضارات والأديان.